# Deutsche und internationale Zinnfigurenbörse Kulmbach
Die Deutsche und internationale Zinnfigurenbörse ist eine alle zwei Jahre in Kulmbach stattfindende Besucher-/Fachmesse für Zinnfiguren. Sie nimmt in diesem Bereich die Rolle der Leitmesse wahr.

## Geschichte
Erstmals fand der Vorläufer der Börse genannten Messe in kleinem Rahmen 1937 statt. Von 1940 bis 1952 fanden kriegsbedingt keine Veranstaltungen statt. Die erste Nachkriegsbörse wurde dann 1953 abgehalten. Mit dem stetigen Wachsen setzte, beginnend mit 1969, eine Zählung ein, so dass 2009 die (offiziell) 22. Deutsche und internationale Zinnfigurenbörse abgehalten wurde.

## Messezeit
Die Messe findet alle zwei Jahre Anfang August in Jahren mit ungerader Jahresendzahl im Anschluss an die Kulmbacher Bierwoche statt. Sie ist von Freitag bis Sonntag Mittag geöffnet. Aufgrund des pandemiebedingten Ausfalls der Börse im Jahr 2021, hat sich der Börsenturnus auf die geraden Jahre gedreht. Grundlage dieser Entscheidung war eine repräsentative Umfrage unter den Börsenausstellern. Die 29. Deutsche und internationale Zinnfigurenbörse ist für den 9.–11. August 2024 in Kulmbach geplant.

## Messeort
Die Börse findet immer in Kulmbach statt. In den Anfängen waren dort die Börsenorte unter anderem die Berufsschule in der Georg-Hagen-Straße (1975–1977), das Schulzentrum Kulmbach-Weiher (1979–1983), die Sandler-Halle (1985). Seit 1987 ist der Austragungsort das Bierzelt der Kulmbacher Bierwoche mitten in Kulmbach auf dem Zentralparkplatz.

## Aussteller
Die momentan etwa 200 Aussteller kommen unter anderem aus Deutschland, Belgien, Frankreich, Großbritannien, Italien, Kanada, den Niederlanden, Österreich, Polen, Russland, Schweden, Schweiz, Spanien, Tschechien, USA.

## Messekatalog
Der Messekatalog wird Almanach genannt. Neben den Grußworten enthält er verschiedene Informationen über diverse Fachthemen seit der letzten Börse, eine Beschreibung der jeweiligen Tagungsfigur, Herstellerübersichten und Anzeigen der ausstellenden Hersteller.

## Wettbewerb
Bestandteil der Börse ist ein Dioramenwettbewerb. Bemalte flache und vollplastische Einzelfiguren, Gruppen und Dioramen in unterschiedlichen Leistungsklassen werden von Sammlern in den unterschiedlichen Kategorien in einer Ausstellung gezeigt. Am Sonntagvormittag werden die Gewinner in den einzelnen Kategorien präsentiert und prämiert. Für die Sammler flacher Zinnfiguren ist Kulmbach der wichtigste Wettbewerb in Deutschland.

## Tagungsfiguren
Zur jeweiligen Börse erscheinen flache Tagungsfiguren aus Zinn, die möglichst einen zeitlichen oder lokalen Bezug zu Kulmbach haben.
| lfd. Nr. | Ausgabejahr | Bezeichnung | Zeichner                    | Graveur                       | Bemerkungen |
| -------- | ----------- | --- | --------------------------- | ----------------------------- | --- |
| 1        | 1937        | Drei Bürgerpaare aus der Zeit des Bundesständischen Krieges (1553)                                                      | unbekannt                   | Sixtus Maier, Aurachtal       | Hrsg. dieser Figuren war Erhard Wurzbacher |
| 2        | 1939        | Erster Kulmbacher Bierexport mit fünfspännigem Wagen nach Sachsen, 1831                                                 | Hans Fritzsch, Dresden      | Ludwig Frank, Nürnberg        | |
| 3        | 1953        | Kaiser Maximilian I., Georg von Frundsberg und ein Feldhauptmann um 1520                                                | Ludwig Madlener, Westheim   | Ludwig Frank, Nürnberg        | |
| 4        | 1955        | Ullrich von Hutten und Franz von Sickingen mit Begleitung, 1520                                                         | Ludwig Madlener, Westheim   | Ludwig Frank, Nürnberg        | |
| 5        | 1957        | Markgräflicher Reisezug mit Sänfte, um 1450                                                                             | Ludwig Madlener, Westheim   | Ludwig Frank, Nürnberg        | |
| 6        | 1959        | Brautzug Markgraf Georg Friedrichs mit Prinzessin Sophie von Braunschweig-Lüneburg-Celle, 1579                          | Ludwig Madlener, Westheim   | Sixtus Maier, Aurachtal       | |
| 7        | 1961        | Alchimist Krohnemann in seinem Laboratorium auf der Plassenburg (1677/1686) und Markgraf Christian Ernst mit Begleitung | Ludwig Madlener, Westheim   | Sixtus Maier, Aurachtal       | |
| 8        | 1963        | Der Baumeister Caspar Vischer mit Steinmetzen, Zimmerleuten und Bauarbeitern auf der Plassenburg (1562/1579)            | Ludwig Madlener, Westheim   | Sixtus Maier, Aurachtal       | |
| 9        | 1965        | Brauer, Mälzer, Büttner und Kulmbacher Bierfass, um 1500                                                                | Ludwig Madlener, Westheim   | Sixtus Maier, Aurachtal       | |
| 10       | 1967        | Minnesänger am Hofe der Herzöge von Meranien auf der Plassenburg                                                        | Heinz Denk, Nürnberg        | Hans Walz, Walddorf           | (in Anlehnung an die manessesche Handschrift um 1300; Tod des letzten Herzogs von Meranien 1248)                                                                                         |
| 11a      | 1969        | Festungsbäckerei auf der Plassenburg (18. Jahrhundert)                                                                  | Horst Becker, Nürnberg      | Hans Walz, Walddorf           | |
| 11b      | 1969        | Markgraf Christian von Brandenburg-Culmbach                                                                             | Ludwig Madlener, Westheim   | Hans Walz, Walddorf           | (nach einem Reiterstandbild des von Hans Werner 1606/1607 geschaffenen Christiansportals auf der Plassenburg; Regierungszeit des Markgrafen 1603–1655) Sonderfigur in Geschenkverpackung |
| 12       | 1971        | Markgräfin Wilhelmine                                                                                                   | Horst Becker, Nürnberg      | Hans Walz, Walddorf           | Markgräfliches Paar mit Begleitung und Kutsche auf der italienischen Reise 1754/1755 |
| 13       | 1973        | Geschütztransport um 1556.                                                                                              | Ludwig Madlener, Westheim   | Hans G. Lecke, Rehburg-Loccum | Mittelschweres Feldgeschütz (Falkon) mit Bespannung und Begleitmannschaft nach einer Abbildung im Kriegsbuch von Reinhart d. Ä., Grafen von Solms, 1556.                                 |
| 14       | 1975        | Erste Deutsche Eisenbahn                                                                                                | Horst Becker, Nürnberg      | Hans Walz, Walddorf           | Mit dem Adler von Nürnberg nach Fürth (7. Dezember 1835) |
| 15       | 1977        | Fränkische Maienfahrt                                                                                                   | Hermann Magg, Schwabach     | Hans Walz, Walddorf           | (Erstes Drittel des 20. Jahrhunderts) An altes Brauchtum anschließender fröhlicher Gesellschaftsausflug mit geschmücktem Heuwagen                                                        |
| 16       | 1979        | Dorfschmiede (19. Jahrhundert)                                                                                          | Hermann Magg, Schwabach     | Karl-Werner Rieger, Kiel      | |
| 17       | 1981        | Wallenstein in sechsspänniger Kutsche (1630–1634)                                                                       | Karl Heinrichs, Buchholz    | Karl-Werner Rieger, Kiel      | |
| 18       | 1983        | Schlittenfahrt zu Culmbach am 16. Februar 1841                                                                          | Karl Heinrichs, Buchholz    | Karl-Werner Rieger, Kiel      | |
| 19       | 1985        | Kulmbacher Markt um 1910                                                                                                | Karl Heinrichs, Buchholz    | Karl-Werner Rieger, Kiel      | |
| 20       | 1987        | Kulmbacher Büttner | Ulrich Lehnart, M.A., Konz  | Karl-Werner Rieger, Kiel      | Große Vitrinenfigur |
| 21       | 1989        | Ruhe im Land um 1820 | Horst Becker, Nürnberg      | Karl-Werner Rieger, Kiel      | |
| 22       | 1991        | Biergarten (1929) | Horst Becker, Nürnberg      | Karl-Werner Rieger, Kiel      | |
| 23       | 1993        | Biergartenmusik | Horst Becker, Nürnberg      | Karl-Werner Rieger, Kiel      | |
| 24       | 1995        | Bierschau mit dem Hosenboden um 1700                                                                                    | Horst Becker, Nürnberg      | Karl-Werner Rieger, Kiel      | |
| 25       | 1997        | Markgraf Albrecht Alcibiades um 1550                                                                                    | Ludwig Madelehner, Westheim | Peter E. Kovar, Wien          | |
| 26       | 1999        | Die Plassenburg | Karl-Werner Rieger, Kiel    | Karl-Werner Rieger, Kiel      | |
| 27       | 2001        | Kulmbacher Nachtwächter                                                                                                 | Karl-Werner Rieger, Kiel    | Karl-Werner Rieger, Kiel      | |
| 28       | 2003        | Vom berayten allerlay gouter speißen                                                                                    | Rudolf Klement              | Steffen Jahn                  | Kulmbacher Festungsküche |
| 29       | 2005        | Ein barockes Felsentheater (Sanspareil)                                                                                 | Rudolf Klement              | Peter E. Kovar, Wien          | |
| 30       | 2007        | Ankunft französischer Gefangener in Kulmbach am 18. Januar 1793                                                         | Rudolf Klement              | Karl-Werner Rieger, Kiel      | |
| 31       | 2009        | Markgräfin Wilhelmine am Spinet                                                                                         | Rudolf Klement              | Karl-Werner Rieger, Kiel      | |
| 32       | 2011        | Albrecht Alcibiades und die Bamberger, 1553                                                                             | Rudolf Klement              | Karl-Werner Rieger, Kiel      | |
| 33       | 2013        | Richard Wagner am Klavier                                                                                               |                             | Karl-Werner Rieger, Kiel      | |
| 34       | 2015        | 250 Jahre Büttnertanz Kulmbach                                                                                          | Karl-Werner Rieger, Kiel    | Karl-Werner Rieger, Kiel      | |